# Svend Aage Castella
Svend Aage Castella (Copenaghen, 15 marzo 1890 – Copenaghen, 28 novembre 1938) è stato un calciatore danese.

## Carriera

### Nazionale
Prese parte, con la sua Nazionale, hai Giochi olimpici del 1912 dove vinse la medaglia d'argento.

## Palmarès

### Nazionale
- Argento olimpico: 1

Stoccolma 1912